# ФК Пари Нижњи Новгород
Пари НН (пуно име футбалски клуб «Пари Нижњи Новгород») је руски фудбални клуб из Нижњег Новгорода. Основано 1. јуна 2015. године. Тренутно се такмичи у Премијер лиги Русије. До 10. јуна 2022. носио је назив «Волго-олимпијац», «Олимпијски» и «Нижњи Новгород».

## Наслови
- 2015-2016  — «Волга-Олимпијац»
- 2016-2018  — «Олимпијац»
- 2018—2022 — «Нижњи Новгород» [1]
- Од 2022.  — «Пари Нижњи Новгород» [2]

## Историја
Клуб је основан 1. јуна 2015. године као ФК «Волго-олимпијац». 28. јуна 2018. године клуб је преименован као ФК «Нижњи Новгород». На крају сезоне 2020/21 клуб је заузео 3. место у ФНЛ, што му је омогућило улазак у РПЛ, пошто Оренбург, који је заузео 2. место, није прошао процедуру лиценцирања. На крају прве сезоне клуба в РПЛ 2021/22, клуб је заузео 11. место, што му је омогућило да остане у РПЛ.